# Discoteka Yugostyle
Discoteka Yugostyle grundades 2003 i Lund, Sverige, och fick sitt stora genombrott 2012 med låten Eagle Dangers. Bandet har 10 medlemmar. Inspirerat av traditionell folkmusik från forna Jugoslavien har de skapat ett band med blåsinstrument och modern dans/klubbmusik. Den 21 april 2015 meddelade bandet på sin facebook-sida att man upplösts.

## Medlemmar
- Jakob Möller
- Philippe Collberg
- Andreas Karlsson
- Hjalmar Sventelius
- Josef Sjöberg
- Arvid Lorimer Olsson
- Mattias Eklund
- Tobias Torhell
- Calle Stendahl
- Sebastian Waga

## Diskografi

### EP/singlar
- Yugo Trance Disco
- Discoteka Yugostle EP
- Eagle Dangers